# Karosa ŠD 11
Karosa ŠD 11 (русск. [каро́са эш дэ едена́цт]) — модель туристического автобуса, производившегося компанией Karosa с 1963 по 1981 год. Является преемником автобуса Škoda 706 RTO LUX.

## Конструкция
Karosa ŠD 11 кардинально отличается от своего предшественника. Он являлся производной моделью от автобусов Karosa ŠM 11 и Karosa ŠL 11. Кузов полусамонесущий, с рамой и двигателем. Трансмиссия автобуса механическая, пятиступенчатая, подвеска автобуса пневматическая.
ŠD 11 — это обычный туристический автобус (Skoda Dálkový — Шкода дальнего следования). Его длина около 11 метров (отсюда и цифра 11 в маркировке).
Вход в салон обычно производится через одну дверь, но некоторые модели оснащены двумя дверьми. Двери автобуса механические, распашные.

## Производство
Автобус Karosa ŠD 11 серийно производился с 1974 года.

## Галерея

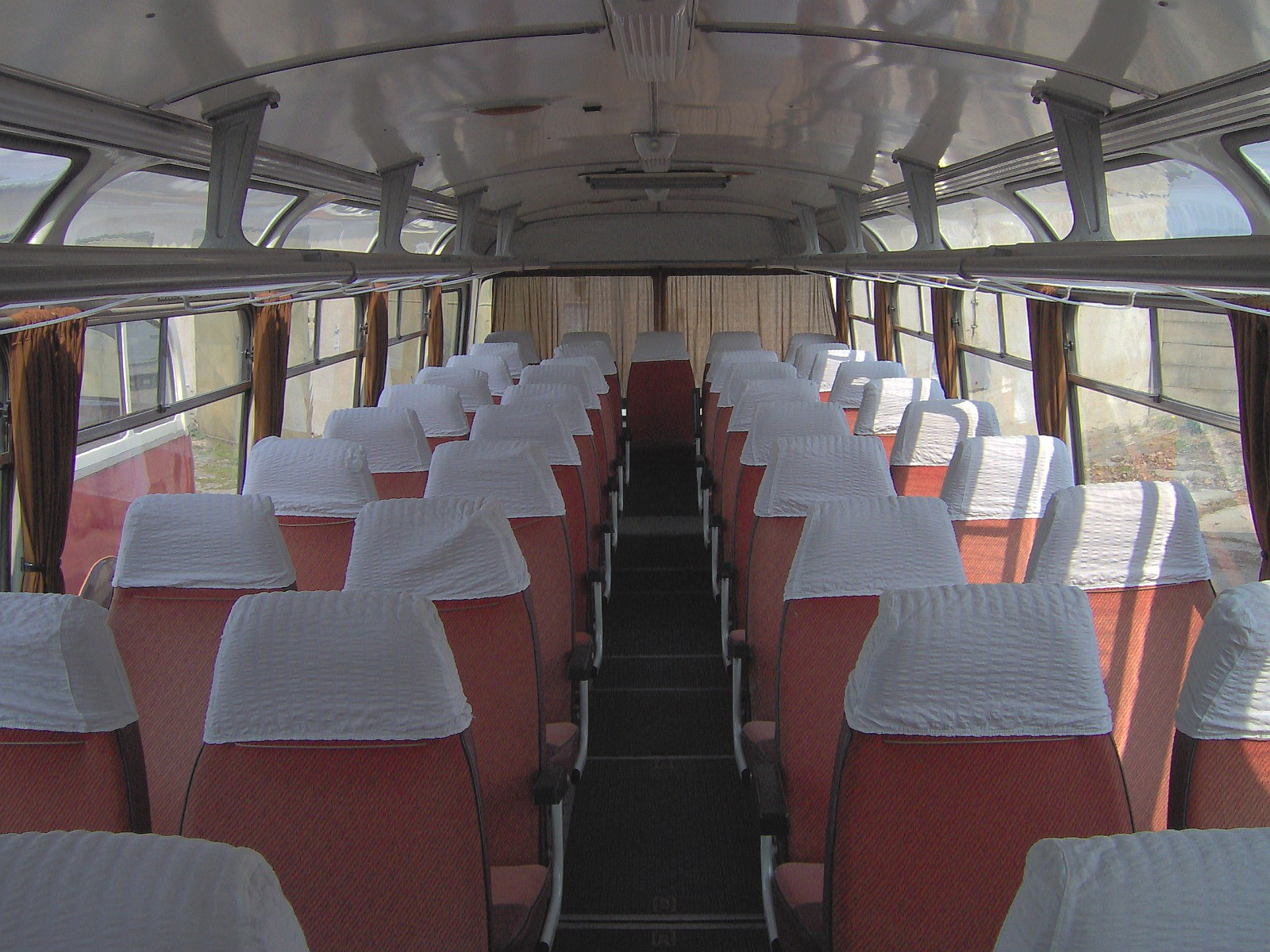
Салон, вид назад
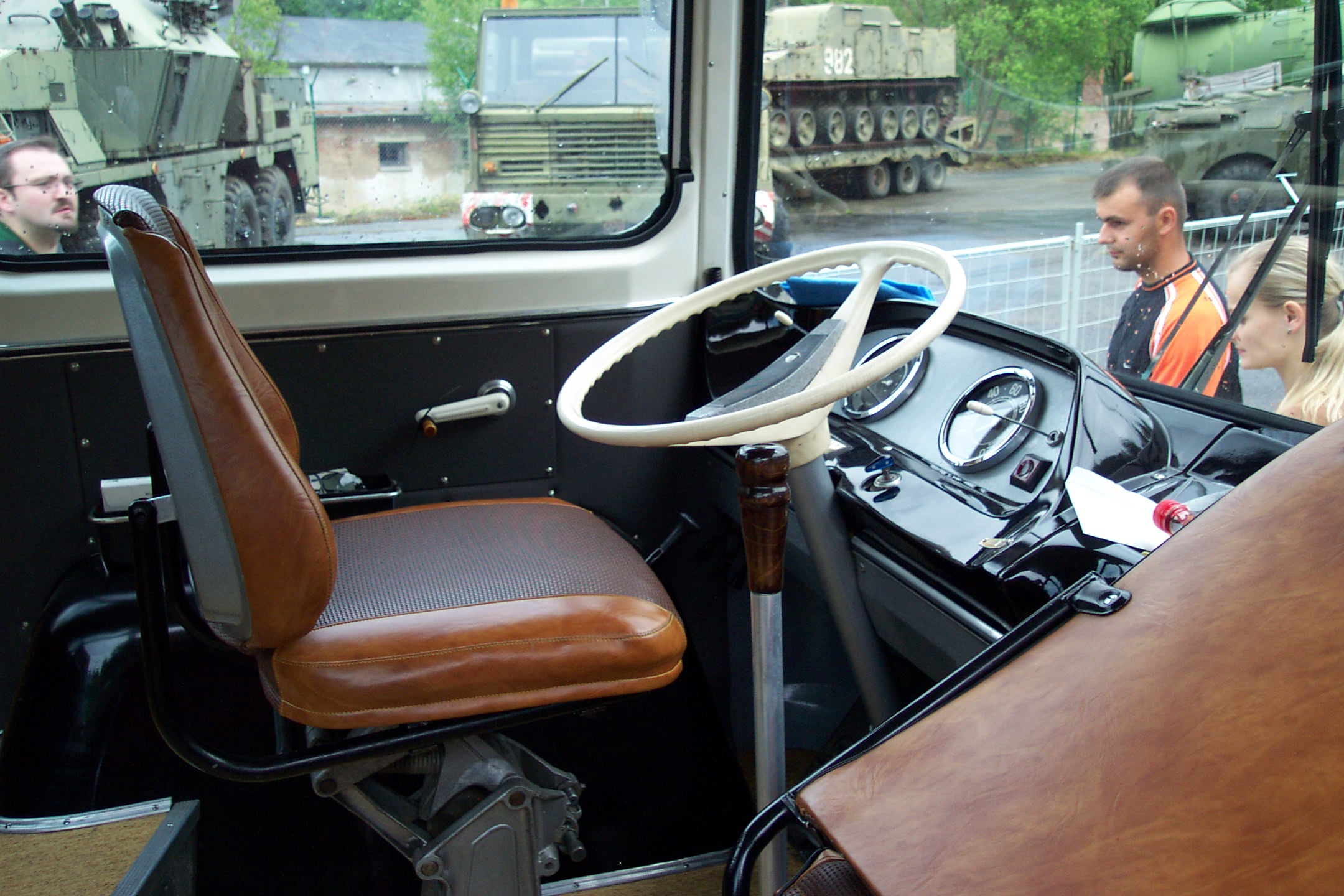
Место водителя